# Izzy Stradlin
Izzy Stradlin, född Jeffrey Dean Isbell 8 april 1962 i Lafayette, Indiana, är en amerikansk sångare och gitarrist. 
Stradlin var barndomskamrat med Axl Rose, som han återförenades med när han flyttade från Indiana till Los Angeles 1979, och med vilken han startade hårdrockbandet Guns N' Roses 1985. Stradlin skrev "Think About You" själv till bandets debutalbum och skrev låtarna "Welcome to the Jungle", "Nightrain", "Mr. Brownstone", "Paradise City", "Sweet Child o' Mine", "Out Ta Get Me", "My Michelle", "You're Crazy", "Anything Goes" och "Rocket Queen" tillsammans med andra bandmedlemmar. Stradlin är också den främsta författaren till hitlåtarna "Patience" och "Don't Cry". Han var ledsångare till låtarna "Dust N 'Bones" och "14 Years".
Han slutade i bandet 1991 efter Use Your Illusion-inspelningarna, eftersom han inte tyckte om bandets nya musikaliska inriktning och hur stort bandet hade blivit. Efter brytningen med Guns N' Roses har Stradlin släppt ett antal soloskivor. 
Stradlin spelade på ett antal konserter med Guns N' Roses under 2006 och 2012.
Han har även spelat i LA bandet London tillsammans med Mötley Crüe-basisten Nikki Sixx.

## Diskografi
Soloalbum
- 1992 – Izzy Stradlin & the Ju Ju Hounds
- 1998 – 117°
- 1999 – Ride On
- 2001 – River
- 2002 – On Down the Road
- 2003 – Like a Dog
- 2007 – Miami
- 2008 – Concrete
- 2009 – Smoke
- 2010 – Wave of Heat

Album med Guns N' Roses
- 1987 – Appetite for Destruction
- 1988 – G N' R Lies
- 1991 – Use Your Illusion I
- 1991 – Use Your Illusion II

Med The Ju Ju Hounds
- 1992 – Pressure Drop (EP)
- 1992 – Izzy Stradlin and the Ju Ju Hounds
- 1993 – Izzy Stradlin and the Ju Ju Hounds Live (EP)